# لوك همسوورث
 لوك همسوورث (بالإنجليزية: Luke Hemsworth)‏ (من مواليد 5 نوفمبر 1980 –) هو ممثل أسترالي معروف بأدواره؛ مثل دور «ناثان تايسون» في المسلسل التلفزيوني جيران (بالإنجليزية: Neighbours)‏، ودور «آشلي ستابس» في مسلسل الخيال العلمي الذي أنتجته شركة إتش بي أو، وست وورلد.

## الحياة السابقة
وُلد همسوورث في ملبورن، وهو ابن ليوني (سابقا أوس)، وهي مدرسة لغة إنجليزية، وكريج هيمسوورث، وهو مستشار الخدمات الاجتماعية. وهو الأخ الأكبر للممثلين كريس، وليام هيمسورث. وجده مهاجر هولندي، وأسلافه الأخري إنجليزية، وأيرلندية، واسكتلندية، وألمانية. متزوج من سامانثا هيمسوورث منذ عام 2007، ولديهما أربعة أطفال: ألكسندر، وإيلا، وهولي، وهاربر روز.

## مسيرته الفنية

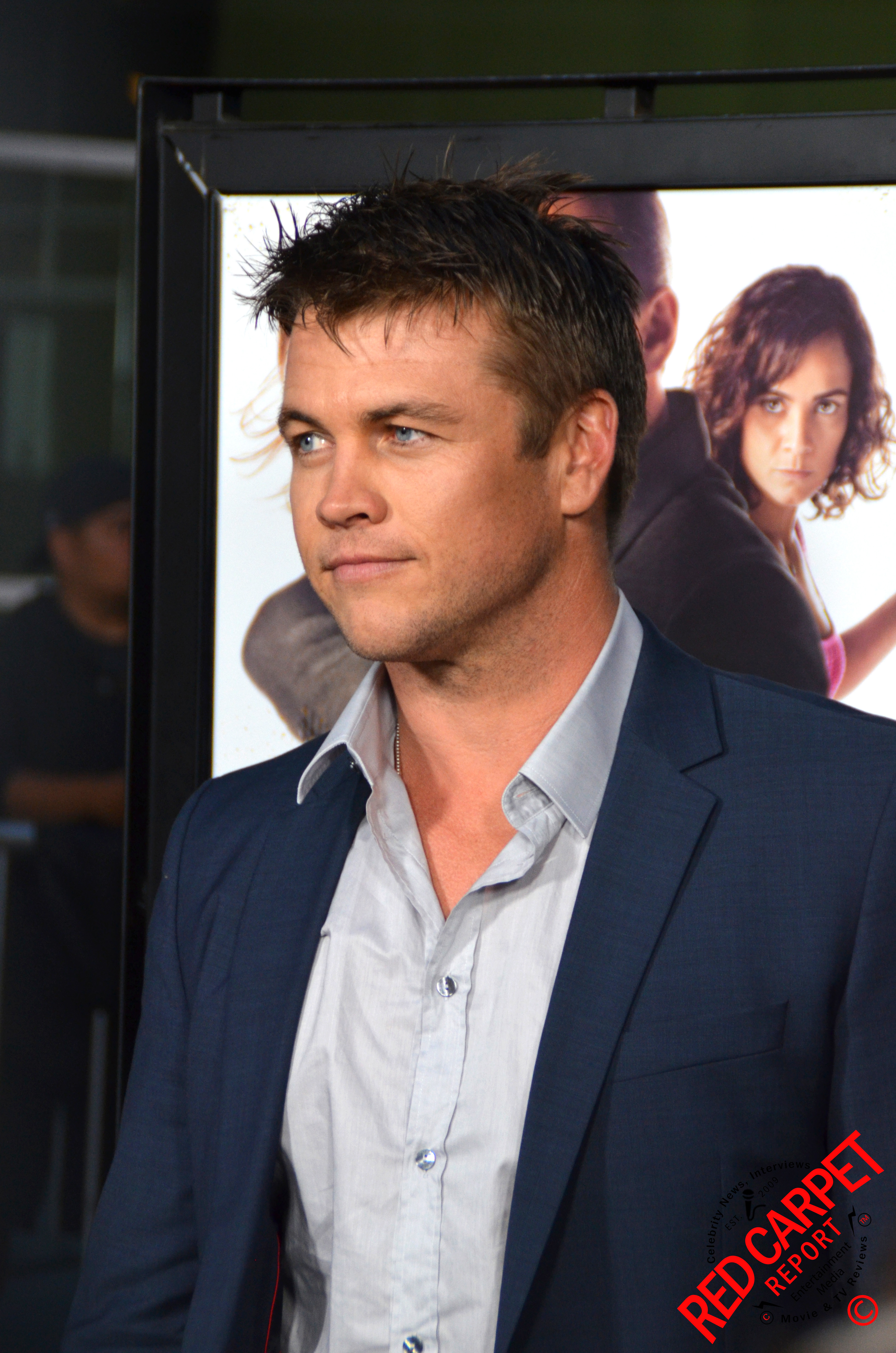
همسوورث في افتتاحية لوس أنجلوس لفيلم اقتلني ثلاث مرات في 24 مارس 2015.

تدرب همسوورث علي التمثيل في المعهد الوطني للفنون المسرحية. في عام 2001، بدأ مسيرته المهنية في المسلسل التلفزيوني الروائي الطويل الأسترالي جيران في دور «ناثان تايسون». برز همسوورث أساسًا كممثل تلفزيوني في المسلسلات التلفزيونية: نادي السرج، وبلو هيلرز، ولاست مان ستاندينغ، وكل القديسين، والرضا. في عام 2012، لعب دور البطولة في مسلسل قصير من 6 أجزاء حروب البيكي: الإخوة في الجيش في دور جريجوري «شادوو» كامبل. من المقرر أن يلعب دور البطولة في الفيلم الحربي الأسترالي القادم الكتيبة الرابعة والثلاثون في دور «روبنسون».
في عام 2018، تم اختياره كأحدث وجه لـلسياحة الأسترالية وظهر في إعلان دندي. كان همسوورث أيضًا جزءًا من فيلم التشفير (2019)، والذي تدور قصته حول عائلة تتشابك في مؤامرة تشفير لها علاقة بالمافيا الروسية. وهو حاليًا يلعب دور البطولة في وست وورلد علي إتش بي أو، في دور ضابط أمن يُدعي «آشلي ستابس».

## همسوورث في السينما
| العام       | العنوان                                 | الدور                       | ملاحظات                 |
| ----------- | --------------------------------------- | --------------------------- | ----------------------- |
| 2014        | الحساب                                  | المحقق جايسون بيرسون        |                         |
| 2014        | ذا أنومالي                              | العميل ريتشارد إلكين        |                         |
| 2014        | اقتلني ثلاث مرات                        | ديلان سميث                  |                         |
| 2015        | إنفيني                                  | تشارلي كينت                 |                         |
| 2016        | الخيال العلمي المجلد الأول: طفل أوزوريس | ترافيك                      |                         |
| 2017        | هيكوك                                   | وايلد بيل هيكوك             | دور قيادي               |
| 2017        | ثور: راجناروك                           | ثور (في مسرحية داخل الفيلم) |                         |
| 2017        | يواجه .. ينجز                           | ويل فليمنغ                  |                         |
| 2017        | النهر بات أحمر                          | فون                         | كاميو                   |
| 2018        | نحن قوارب                               | لوكاس                       |                         |
| 2019        | التشفير                                 | كاليب                       |                         |
| سيُعلن لاحقاً | الكتيبة الرابعة والثلاثون               | روبنسون                     | في مرحلة ما بعد الإنتاج |

## همسوورث في التلفاز
| العام                 | العنوان                      | الدور                 | ملاحظات                         |
| --------------------- | ---------------------------- | --------------------- | ------------------------------- |
| 2001–2002             | جيران                        | ناثان تايسون          | 10 حلقات                        |
| 2003                  | نادي السرج                   | سيمون                 | حلقة: "فوستر هورس: الجزء الأول" |
| 2004                  | بلو هيلرز                    | غلين بيترز            | حلقتان                          |
| 2005                  | لاست مان ستاندينغ            | شانون غزال            | 3 حلقات                         |
| 2005                  | كل القديسين                  | بن سمبسون             | حلقة: "خارج الظلام"             |
| 2007                  | الرضا                        | بول الجزار            | حلقة: "لورين رايزينغ"           |
| 2008                  | جيران                        | جون كارتر             | 3 حلقات                         |
| 2008                  | أميرة الفيل                  | العم هاري             | حلقة: "الحفلة الكبيرة"          |
| 2009                  | كارلا كاميتي بي دي           | عامل الكهرباء         | حلقة: "الحب والشرف والاعتزاز"   |
| 2009                  | تشابك                        | يوحنا                 | حلقتان                          |
| 2011                  | مشروع البازورة               | الوغد                 | حلقة: "المال"                   |
| 2012                  | حروب البيكي: الإخوة في الجيش | غريغوري "شادوو" كامبل | مسلسل قصير                      |
| 2012                  | الفائزين والخاسرين           | جاكسون نورتون         | حلقتان                          |
| 2016–إلي الوقت الحاضر | وست وورلد                    | آشلي ستابس            | دور أساسي                       |

## روابط خارجية
- لوك همسوورث على موقع IMDb (الإنجليزية)
- لوك همسوورث على موقع قاعدة بيانات الأفلام العربية
- لوك همسوورث على موقع ألو سيني (الفرنسية)
- لوك همسوورث على موقع أول موفي (الإنجليزية)
- لوك همسوورث على موقع قاعدة بيانات الفيلم (الإنجليزية)
- لوك همسوورث على موقع كينوبويسك (الروسية)

- لوك همسوورث في قاعدة بيانات الأفلام على الإنترنت